# Copelatus biolleyi
Copelatus biolleyi är en skalbaggsart som beskrevs av Guignot 1952. Copelatus biolleyi ingår i släktet Copelatus och familjen dykare. Inga underarter finns listade i Catalogue of Life.